# Thaumetopoea pujoli
Thaumetopoea pujoli är en fjärilsart som beskrevs av Ramon Agenjo Cecilia 1941. Thaumetopoea pujoli ingår i släktet Thaumetopoea och familjen tandspinnare. Inga underarter finns listade i Catalogue of Life.